# 志摩夕起夫
志摩 夕起夫（しま ゆきお、1923年6月14日 - 1999年6月27日）は、日本のアナウンサー、音楽評論家である。本名は小島幸雄。東京府東京市京橋区生まれ。

## 経歴
東京・京橋の写真館に生まれる。専修大学を卒業。1952年（昭和27年）、開局直後のラジオ東京（現・TBSラジオ）の嘱託アナウンサーとなり、局内の「シマさん」の愛称から志摩夕起夫を名乗る。4月1日に放送開始となったラジオ東京の深夜番組「イングリッシュ・アワー」を三國一朗などと担当。同番組は1962年6月9日まで10年間続けられた。これにより、日本でのディスクジョッキーの草分けとして、音楽と自由なおしゃべりで進行するラジオ番組の原型を作り上げた。1960年（昭和35年）にフリーになり、ライブハウスから野外コンサートまで一流外人タレントをはじめ多くのエンターテイナーの司会を手掛けるかたわら、本名=小島幸雄名でラジオ・テレビ・音楽雑誌への執筆など幅広い活動をつづけ、又話し方研究者としても有名であった。
売れっ子司会者の時代は藤沢市鵠沼松が岡の邸宅に暮らした。庭には大きな池があったという。1990年鎌倉に転居。1999年6月27日午後6時58分、食道癌の合併症による肺炎のため鎌倉市の清川病院で死去、76歳。

## 主要出演番組
- 『イングリッシュ・アワー』（ラジオ東京）1952年 - 1962年
- 『ポポン・ミュージック・レター』（ラジオ東京）
- 『歌う三人娘』（ラジオ東京）
- 『キョーリン・フォークソング合戦』（フジテレビ）1966年
- 『A&Mミュージックスペシャル』(東京FM)

## 主要出演映画
- 『日劇「加山雄三ショー」より　歌う若大将』（東宝）1966年
- 『嵐を呼ぶ友情』（日活）1959年

## 主要作詞作品
- 『夜は流れる』（作曲：大塚善章）1956年